# Takoma Park (Maryland)
Takoma Park – miasto w Stanach Zjednoczonych, w stanie Maryland, w hrabstwie Montgomery. W 2000 roku liczyło 17 299 mieszkańców.